# Lake County, Indiana
Lake County är ett administrativt område i delstaten Indiana, USA, med 496 005 invånare. Den administrativa huvudorten (county seat) är Crown Point.

## Geografi
Enligt United States Census Bureau har countyt en total area på 1 622 km². 1 287 km² av den arean är land och 335 km² är vatten.

### Angränsande countyn
- Cook County, Illinois - nordväst
- Porter County - öst
- Jasper County - sydost
- Newton County - syd
- Kankakee County, Illinois - sydväst
- Will County, Illinois - väst

### Orter
- Crown Point (huvudort)
- East Chicago
- Lake Dalecarlia
- Lakes of the Four Seasons (delvis i Porter County)
- Shelby